# Miscouche
Miscouche är en ort i Kanada.   Den ligger i provinsen Prince Edward Island, i den östra delen av landet, 900 km öster om huvudstaden Ottawa. Miscouche ligger 31 meter över havet och antalet invånare är 869.
Terrängen runt Miscouche är mycket platt. Havet är nära Miscouche söderut. Närmaste större samhälle är Summerside, 7,3 km sydost om Miscouche. 